# 니시카마쿠라역
니시카마쿠라역(일본어: 西鎌倉駅, にしかまくらえき)은 일본 가나가와현 가마쿠라시에 있는 쇼난 모노레일 에노시마 선의 역이다.

## 역 구조
섬식 승강장 1면 2선의 고가역. 2011년 3월 3일, 가마쿠라 시 제3차 종합 계획과 제2기 기본 계획에 있는 본 역의 역 시설 배리어 프리화가 완료되고 시설의 가동을 시작하였다. 무인역이지만, 자동 개찰기와 자동 정산기가 설치되어 있다. 스피커는 있지만 지연 방송을 하는 것 이외에는 사용되지 않는다. 접근 방송 등은 없다

## 역 주변
- 옛 세이부 니시카마쿠라 분양지
- 신카마쿠라 산・미나미가마쿠라 야마즈미 택지
- 니시카마쿠라 상점회
- 쇼렌지
- 가마쿠라 산
- 가나가와 현도 304호 고시고에오후나 선

## 역사
- 1970년 3월 7일: 오후나 ~ 당역 구간 개통으로 종착역으로 영업 개시.
- 1971년 7월 1일: 쇼난에노시마 역까지 연장으로 중간역이 됨.
- 2008년 2월 4일: 쇼난후카사와 역 방면에서의 진입 열차가 브레이크 고장으로 정지 신호를 등지고 가타세야마 역측 분기기에 충돌하는 사고 발생.
- 2011년 3월 3일: 배리어 프리화 개수 공사 완료와 함께 시설 가동 개시.
- 2012년 3월 31일: 자동 개찰기와 자동 정산기가 도입되어 공용 개시.

## 사진

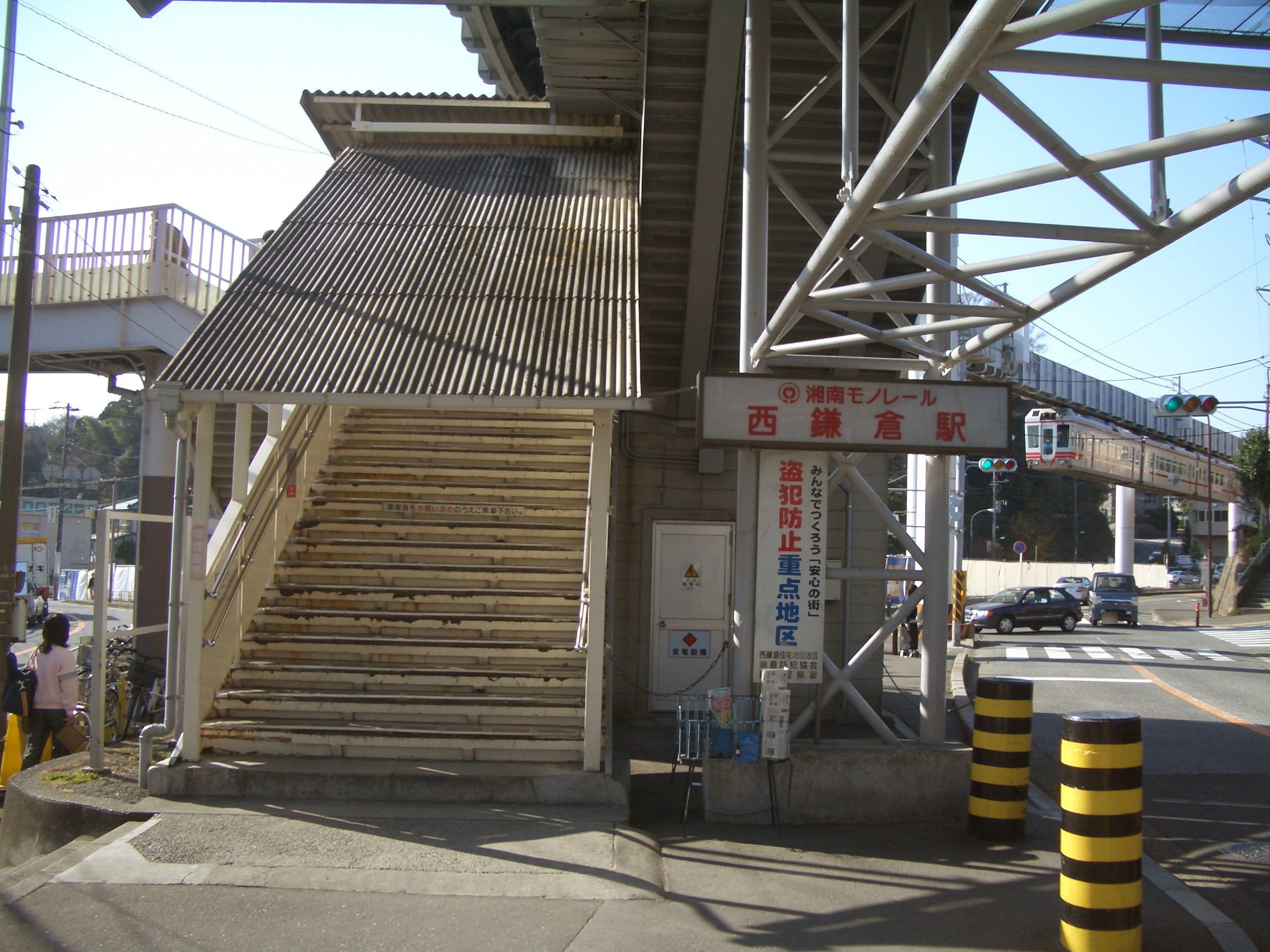
출입구

## 인접역
| 쇼난 모노레일 ■ 에노시마 선 | 쇼난 모노레일 ■ 에노시마 선 | 쇼난 모노레일 ■ 에노시마 선  |
| --------------------------- | --------------------------- | ---------------------------- |
| 쇼난후카사와 오후나 방면    |                             | 가타세야마 쇼난에노시마 방면 |